# Макгрегор, Уильям Йорк
Уильям Йорк Макгрегор (англ. William York MacGregor) — шотландский художник-постимпрессионист, основатель и теоретик художественной группы Глазго Бойс.

## Жизнь и творчество
Макгрегор родился в семье совледельца судостроительной компании. Отец его умер, когда мальчику не было ещё и 3 лет. Учился в Глазго, в Западной Академии, вместе с Джеймсом Патерсоном. Затем оба художника посещали Школу искусств в Глазго. После окончания этой школы, в 1877 году, Макгрегор и Патерсон пишут пейзажи в различных районах Шотландии. В том же году они пытаются поступить в Клуб художников Глазго, но неудачно. После этого фиаско Макгрегор покидает Глазго и уезжает в Лондон, где учится в знаменитой Школе изящных искусств Слейд и у художника Альфонса Легроса. После окончания школы Слейд он возвращается в Глазго, где устраивает своё художественное ателье, ставшее местом встречи таких художников, как Патерсон, Эдвард Уолтон, Джозеф Кроухолл, Джордж Генри, Джон Лавери, Томас Мортон и других. Художники, обменивавшиеся здесь идеями и моделями, находились под влиянием французской реалистической живописи (в частности, творчества Бастьен-Лепажа). Они стали ядром вскоре созданной художественной группы Глазго Бойс, фактическим руководителем которой был Макгрегор.
В 1884 году художник заканчивает свой натюрморт «В овощехранилище», ставший одним из лучших произведений шотландского реализма конца XIX столетия. После 1885 года Макгрегор, страдавший астмой, живёт с матерью и сестрой в сельской местности графства Стирлингшир, зимой же уезжает на юг Англии. В период с 1888 по 1890 год живёт в Южной Африке. После того, как состояние его здоровья улучшается, Макгрегор возвращается в Шотландию. В 1892 году он становится членом Нового английского художественного клуба. С 1898 — член Королевской Шотландской Академии, где после вступления ежегодно выставляется — художник писал преимущественно пейзажи. Дважды выставляет свои полотна также в лондонской Королевской академии художеств.
Многолетний друг художника, Джеймс Патерсон писал, что Макгрегор был гурманом, алкоголь почти не употреблял, курил хорошие сигары (но не трубку) и был застенчив с женщинами. Прожив почти всю жизнь с матерью и сестрой, художник женился в возрасте 67 лет, и в том же году скончался.

## Галерея

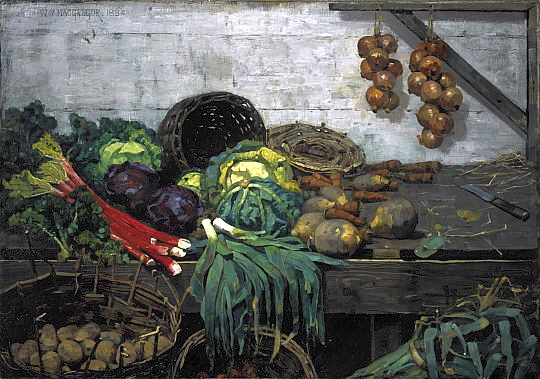
В овощехранилище (1884)
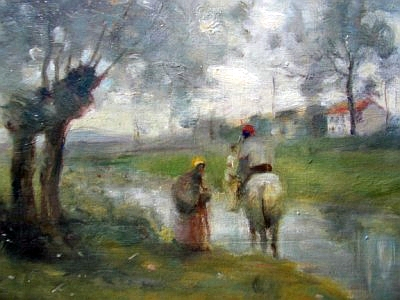
Французский пейзаж
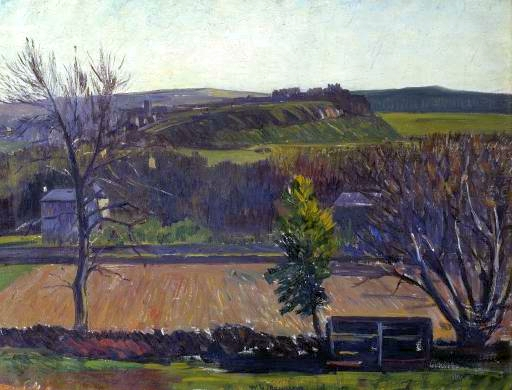
Холмы Стирлинга
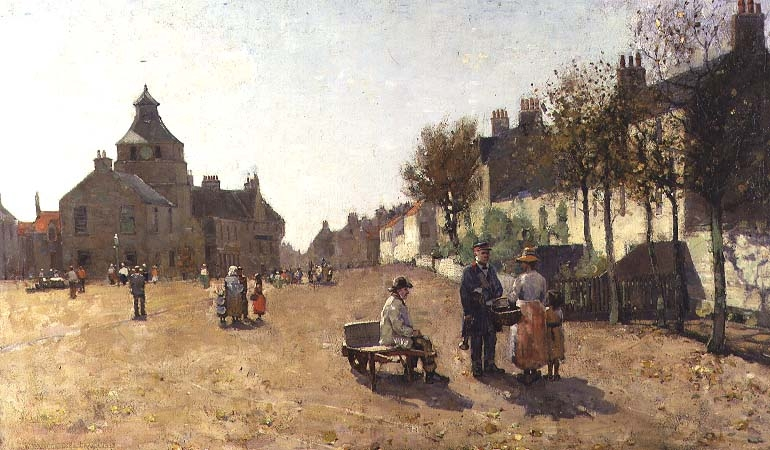
В Файфе
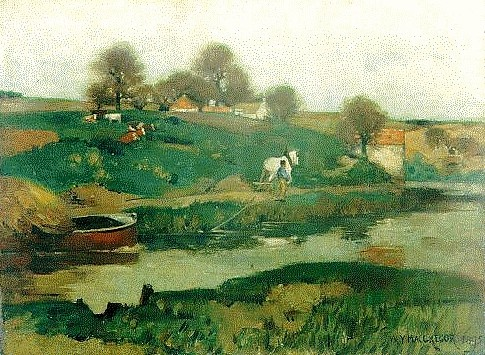
Канал (1895)
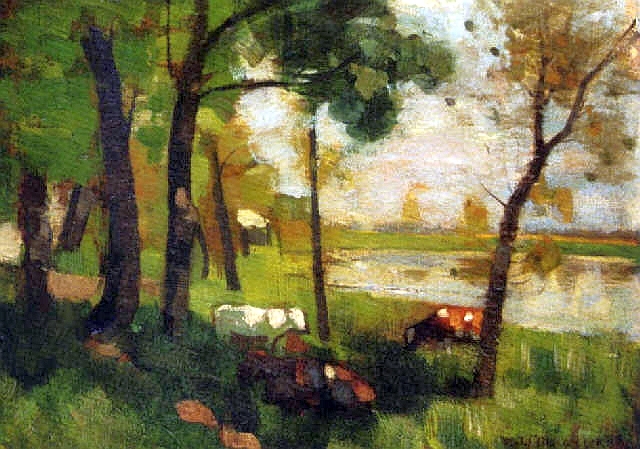
Пастораль (1891)
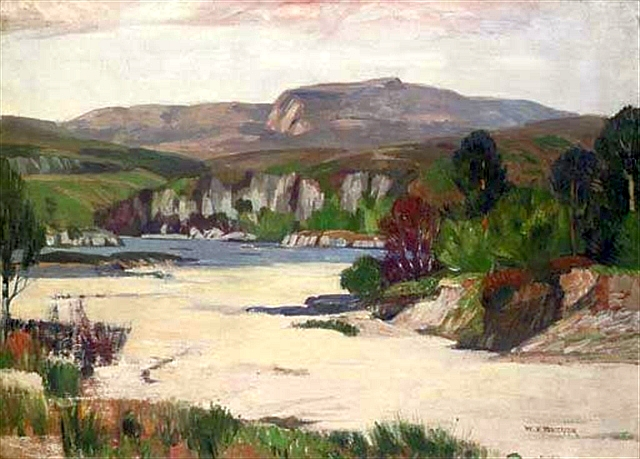
Пески Морара
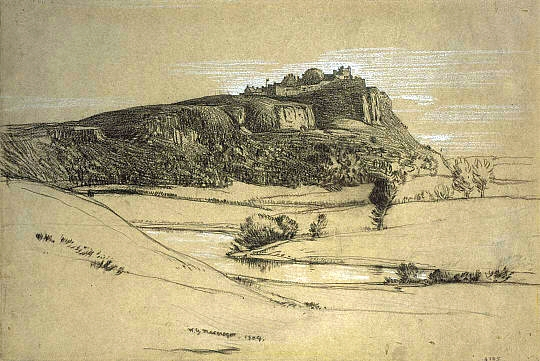
Замок Стирлинг (1904)